# Syneora nigrilinea
Syneora nigrilinea är en fjärilsart som beskrevs av Goldfinch 1944. Syneora nigrilinea ingår i släktet Syneora och familjen mätare. Inga underarter finns listade i Catalogue of Life.